# In the Aisles of the Wild
In the Aisles of the Wild è un cortometraggio muto del 1912 diretto da D.W. Griffith.

## Produzione
Il film fu prodotto dalla Biograph Company. Venne girato nel New Jersey.

## Distribuzione
Distribuito dalla General Film Company, il film - un cortometraggio di una bobina - uscì nelle sale cinematografiche statunitensi il 14 ottobre 1912. Ne venne fatta una riedizione distribuita il 10 gennaio 1916.
Non si conoscono copie ancora esistenti della pellicola che viene considerata presumibilmente perduta.